# Chryzant i Daria

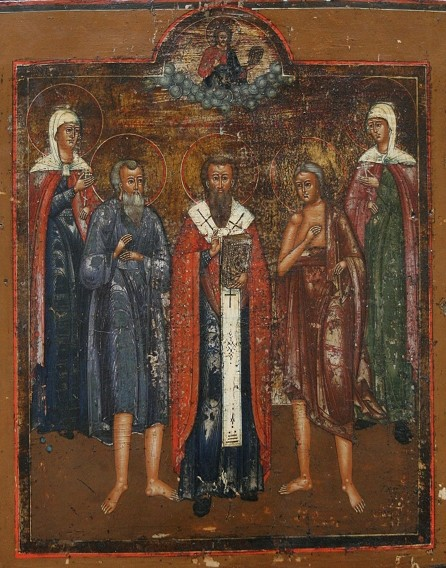
Daria (z lewej), Konon Ogrodnik, Bazyli Wielki i Synkletyka, błogosławieństwo Jezusa Chrystusa.

Chryzant i Daria  (cs. Мученики Хриса́нф и Да́рия; zm. 257  lub 283 ) – męczennicy wczesnochrześcijańscy, święci Kościoła katolickiego, prawosławnego i ormiańskiego.

## Życiorys
Daria była westalką w Rzymie . Chryzant, który był synem senatora, został chrześcijaninem po przeczytaniu Ewangelii . Po poznaniu Chryzanta, Daria przyjęła chrzest i wyszła za mąż. Wraz ze św. Chryzantem nawróciła wielu pogan na wiarę chrześcijańską.
Oboje zginęli śmiercią męczeńską za panowania cesarza Walensa  lub Numeriana . Cesarz zakazał chrześcijanom zbierania się na cmentarzach . Za złamanie tego prawa Chryzant i Daria skazani zostali na śmierć: wrzucono ich do dołu powstałego po nieużywanym akwedukcie i tam żywcem zakopano  . Pochowani zostali przy Via Salaria .
W Martyrologium rzymskim pod datą 25 października znajduje się opis męczeństwa:

Dnia 25-go października w Rzymie męczeństwo św. Chryzanta i Darii, małżonków. Po wielu mękach, jakich doświadczali za stałość w wierze, cesarz Numerian polecił ich wrzucić do dołu i zasypać ziemią i kamieniami.

Badania szczątków z Reggio nell’Emilia, przeprowadzone w 2011 roku przez paleopatologa Ezio Fulcheri z Uniwersytetu Genueńskiego, wykazały, że przechowywane tam kości należały do żyjących w okresie Cesarstwa rzymskiego dwojga młodych i zdrowych ludzi, zmarłych prawdopodobnie z powodu uduszenia, co zdaniem naukowca potwierdza autentyczność Chryzanta i Darii.

## Kult świętych

### Relikwie
Relikwie małżonków zostały przeniesione w 844 roku do Prüm, skąd część trafiła w 848 do Münstereifel. Znajdują się również w Wiedniu, Salzburgu i Neapolu, Reggio nell’Emilia i Oria. Prawdopodobnie znajdowały się również w krakowskim kościele św. Mikołaja.

### Dzień obchodów
Wspomnienie liturgiczne św. Darii wraz ze św. Chryzantem obchodzone jest w Kościele katolickim 25 października.
Cerkiew prawosławna również wspomina małżonków razem: 19 marca/1 kwietnia, tj. 1 kwietnia według kalendarza gregoriańskiego.
Apostolski Kościół Ormiański i Kościół katolicki obrządku ormiańskiego wspominają świętych małżonków 17 października, natomiast wspólnoty ormiańskie w Rosji, Gruzji i w Ziemi Świętej, które używają kalendarza juliańskiego,  17/30 października.

### Ikonografia
W ikonografii, sztuce zachodniej, święci przedstawiani są jako rzymski młodzieniec i jako rzymska matrona z palmami w dłoniach. Chryzant niekiedy jest też ukazywany jako rycerz Chrystusa z wiankiem na głowie. Ich atrybutami są kamienie i korona. Atrybutem Chryzanta jest również chorągiew i tarcza, a Darii lew.